# Lâu Phiền
Lâu Phàn (chữ Hán giản thể: 娄烦县, âm Hán Việt: Lâu Phàn huyện) là một huyện thuộc thành phố Thái Nguyên, tỉnh Sơn Tây, Cộng hòa Nhân dân Trung Hoa. Huyện Lâu Phàn có diện tích 1289,85 km², dân số năm 2002 là 110.000 người. Huyện Lâu Phàn được chia thành các đơn vị hành chính gồm 3 trấn, 5 hương.
- Trấn: Lâu Phàn, Đỗ Giao Khúc, Tĩnh Du, Điện Loan.
- Hương: Mã Gia Trang, Cái Gia Trang, Mễ Dục Trấn, Thiên Trì.